# Abulfat béy Djavanchir
 (février 2024).
Si vous disposez d'ouvrages ou d'articles de référence ou si vous connaissez des sites web de qualité traitant du thème abordé ici, merci de compléter l'article en donnant les références utiles à sa vérifiabilité et en les liant à la section « Notes et références ».
Abulfat béy Djavanchir, ou Abulfat khan Tuti est un commandant de l'armée iranienne ayant participé aux guerre russo-persane de 1804-1813.

## Biographie
Abulfat khan Tuti né dans une famille Afchars, dans le Khanat du Karabagh dans la ville de Chouchi, alors sous la suzeraineté Kadjar. Il est le fils d'Ibrahimkhalil khan Djavanchir. Il meurt en 1839.

## Création
Abulfat khan a écrit des poèmes sous le pseudonyme de Tuti. La plupart de ses écrits sont en turc et certains en persan[réf. nécessaire].